# Maria Kaniewska

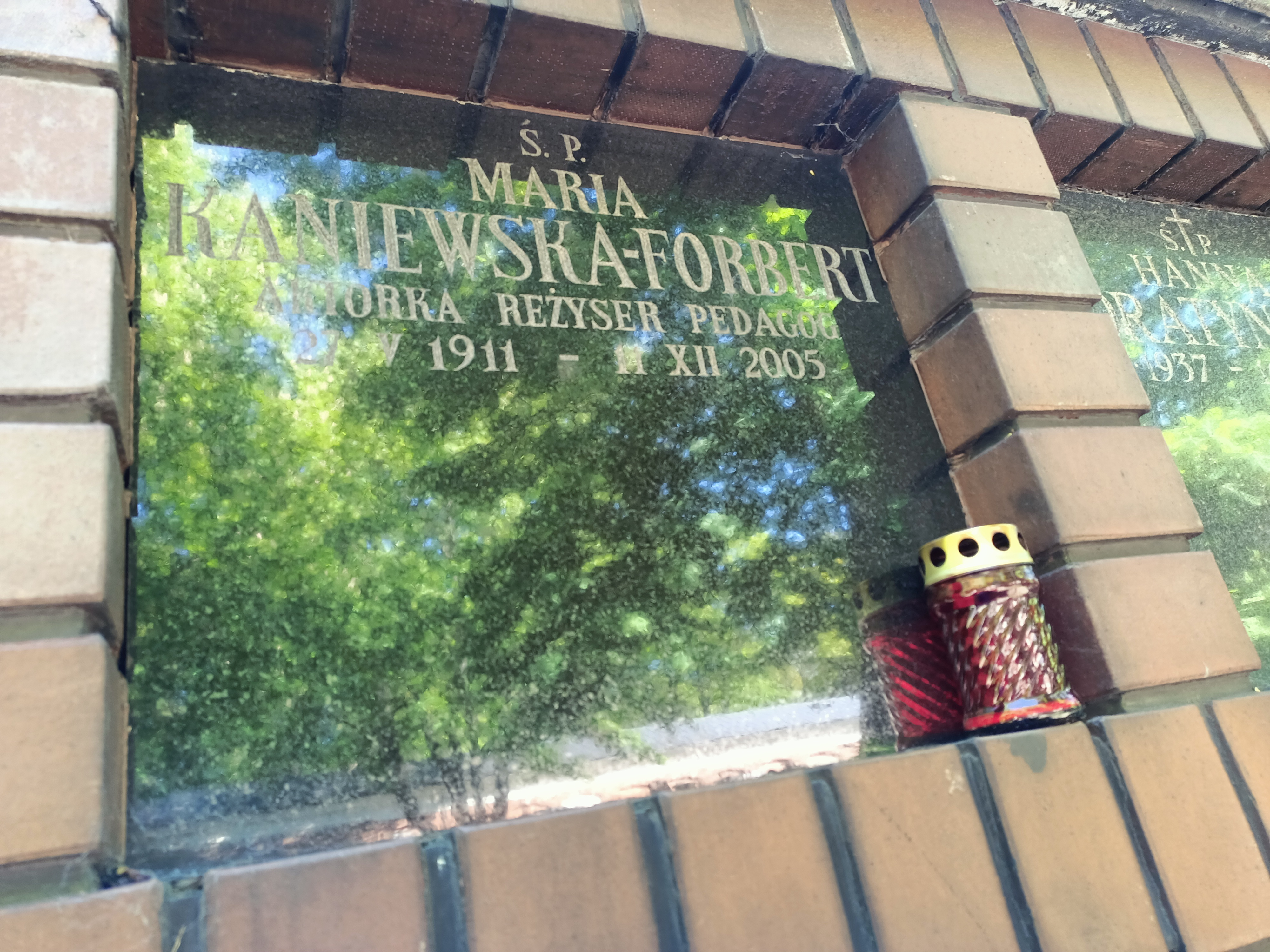
Grób Marii Kaniewskiej-Forbet w kolumbarium na Cmentarzu Powązkowskim

Maria Kaniewska wł. Maria Kaniewska-Forbert (ur. 27 maja 1911 w Kijowie, zm. 11 grudnia 2005 w Warszawie) – polska reżyserka, scenarzystka, aktorka i pedagog.

## Życiorys

### Młodość
Uczennica m.in. Stefana Jaracza i Aleksandra Zelwerowicza. Zadebiutowała 14 października 1933 r. w Teatrze Miejskim w Toruniu. W tym samym roku ukończyła studia na Wydziale Aktorskim Państwowego Instytutu Sztuki Teatralnej, w 1948 r. na Wydziale Reżyserii Państwowej Wyższej Szkoły Filmowej w Łodzi. W 1948 została pierwszym w kraju reżyserem dubbingu. Poczynając od 1949 r. przez czterdzieści lat pracowała naukowo dla PWSFTViT. Była dziekanem Wydziału Aktorskiego w latach 1968−1969 oraz 1974−1976.

### Reżyser filmów fabularnych
Wyreżyserowała takie filmy jak Awantura o Basię (1959), Szatan z siódmej klasy (1960), Panienka z okienka (1964) czy Bicz Boży (1966). Była też autorką scenariuszy do tych filmów. Za pierwszy z wymienionych tytułów otrzymała w 1960 roku Brązowego Lwa na Festiwalu Filmowym w Wenecji (MFF dla Dzieci i Młodzieży).
Zmarła 11 grudnia 2005 roku w Warszawie, została pochowana na cmentarzu Powązkowskim.

## Filmografia

### Obsada aktorska
- 1946: Dwie godziny − kobieta na dworcu
- 1947:

Ostatni etap − rapportführerin
Jasne łany − Stacha Sarnowa
- 1950:

Warszawska premiera − współpasażerka Moniuszki w dyliżansie
Miasto nieujarzmione − kobieta w oknie
- 1954: Trzy starty − nauczycielka śpiewu (cz. 1)
- 1956: Zimowy zmierzch − handlarka
- 1957:

Spotkania − Stefania, pracownica archiwum filmowego (cz. 1)
Król Maciuś I − dama dworu
Kapelusz pana Anatola − gospodyni przyjęcia
Ewa chce spać − Helutka, barmanka w barze „Pod Ślimakiem”
- 1960:

Zezowate szczęście − Anastazja Makulec, kobieta w biurze Wąsika w Krakowie
Walet pikowy − matka Melanii
Spotkania w mroku − frau Hochmeier
Mąż swojej żony − sprzątaczka hotelowa
- 1961: Świadectwo urodzenia − sąsiadka pożyczająca naftę (cz. 2)
- 1963:

Mansarda − nędzarka
Dwa żebra Adama − pani Anastazja, przewodnicząca Ligi Kobiet
- 1964: Pięciu − Gerda Buchtowa, matka Edyty
- 1965:

Zawsze w niedziele − Anna Bobkowa, matka Adama (cz. 3)
Śmierć w środkowym pokoju − Lipska
- 1966: Bicz Boży − Arcimowiczowa, kierowniczka komisu
- 1970:

Doktor Ewa − pani Lodzia, sekretarka Sawińskiego (odc. 1)
Abel, twój brat − matka chłopca z łukiem
- 1971:

Kocie ślady − właścicielka kota
150 na godzinę − klientka
- 1972: Poszukiwany, poszukiwana − klientka kupująca cukier
- 1974: Zaczarowane podwórko
- 1977:

Wolna sobota − zootechnik
Lalka − pani Meliton (odc. 3 i 4)
Granica − akuszerka usuwająca ciążę Bogutówny
- 1978:

Pejzaż horyzontalny − „molestowana” kobieta
Co mi zrobisz jak mnie złapiesz? − sprzątaczka siedząca na schodach
Azyl − Kozłowska
- 1982: Przygrywka − Stefania, babcia rodzeństwa
- 1985: C.K. Dezerterzy − pianistka
- 1995: Awantura o Basię − Barbara Tańska, babcia Stasi Olszańskiej
- 1996: Awantura o Basię (serial telewizyjny) − Barbara Tańska, babcia Stasi Olszańskiej
- 2000: Wielkie rzeczy − matka Jerzego (cz. 2)
- 2001: Wtorek − staruszka z kółka różańcowego
- 2002:

Król przedmieścia − ciotka „Lodówy” (odc. 13)
Haker − żona profesora Brzósko-Suchackiego
- 2005: Podróż Niny − babcia Rosa
- 2006:

Szatan z siódmej klasy − gospodyni księdza
Szatan z siódmej klasy − gospodyni księdza (odc. 6)

### Reżyseria
- 1954: Niedaleko Warszawy
- 1959: Awantura o Basię
- 1960: Szatan z siódmej klasy
- 1961: Komedianty
- 1964: Panienka z okienka
- 1966: Bicz Boży
- 1970: Pierścień księżnej Anny
- 1974: Zaczarowane podwórko